# Muhammed al-Buchari
Muhammed al-Bukhari (arabiska: محمد البخاري), född 810, död 870, var en muslimsk teolog och traditionalist.
Efter att i 16 år ha studerat traditionsvetenskapen för de främsta lärarna i Asien och Egypten slog sig Muhammed al-Bukhari ned i sin hemstad Bukhara och skrev sitt berömda verk al-Djāma3 as-sahīh ("Den riktiga samlingen", arabiska الجامع الصحيح) i vilken mer än 7.000 traditioner upptogs och ordnats efter innehållet, inte som tidigare varit brukligt efter sagesmännen. Samlingen har i stora delar av islamska världen vunnit kanoniskt anseende.